# Gallo-Romeins Museum (Aat)

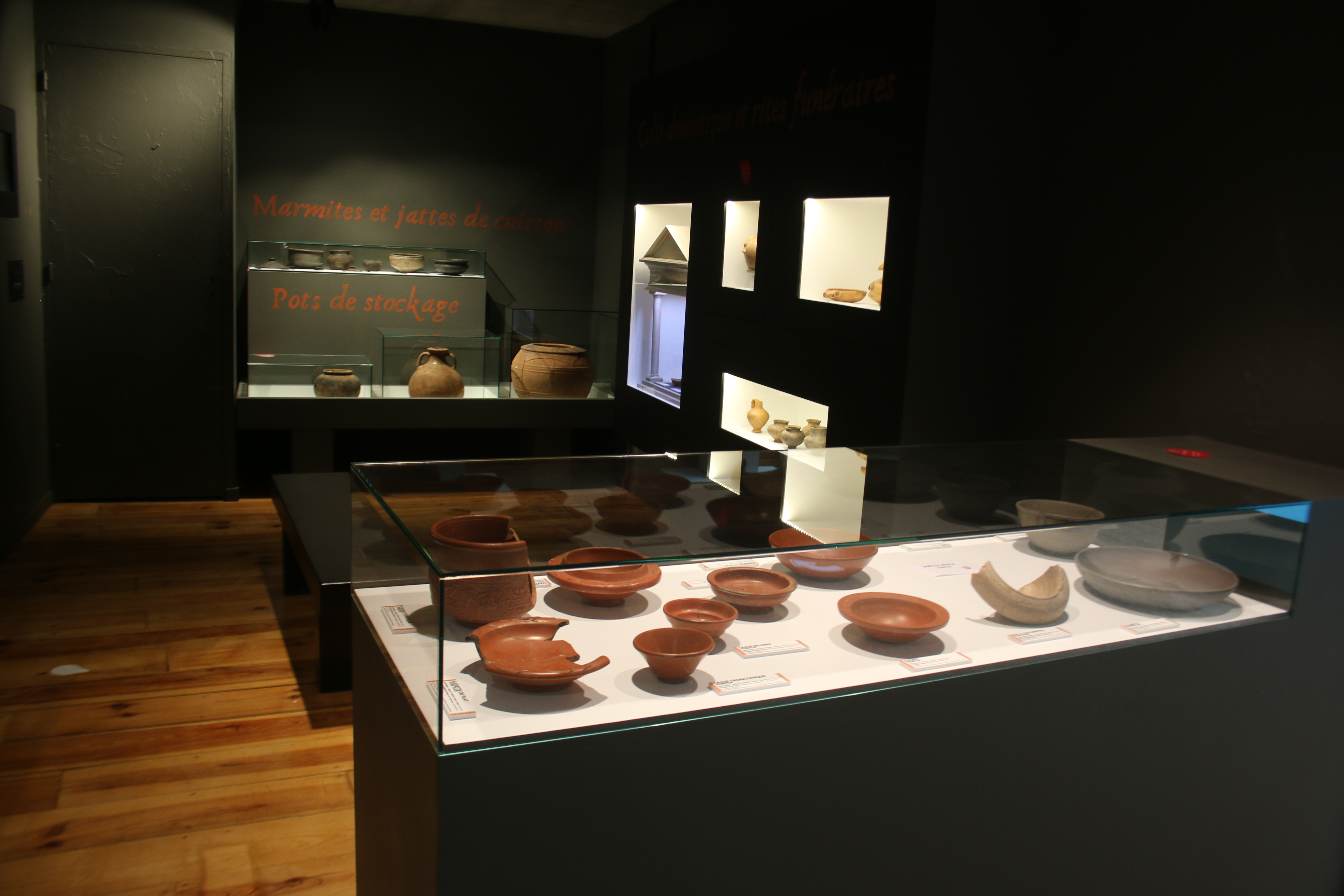
Gallo-Romeins Museum van Aat

Het Gallo-Romeins Museum van Aat (Frans: Espace gallo-romain) is een archeologisch Gallo-Romeins museum in de Belgische stad Aat in de provincie Henegouwen. Het museum, dat de Gallo-Romeinse periode belicht, werd gesticht in 1997 en in 2002 aangepast. In het museum worden onder andere de verschillende goed bewaarde boten (aak, prauw,...) tentoongesteld die in 1975 werden gevonden tijdens de opgravingen in Pommeroeul. Tijdens de graafwerken voor het kanaal Hensies-Pommeroeul werden immers allerlei sporen gevonden van een vicus op het kruispunt van de heirbaan Bavay-Blicquy en de Hene.
Het museum ligt aan de bewegwijzerde toeristische route Romeinse weg Bavay-Velzeke (Viae Romanae).

## Afbeeldingen

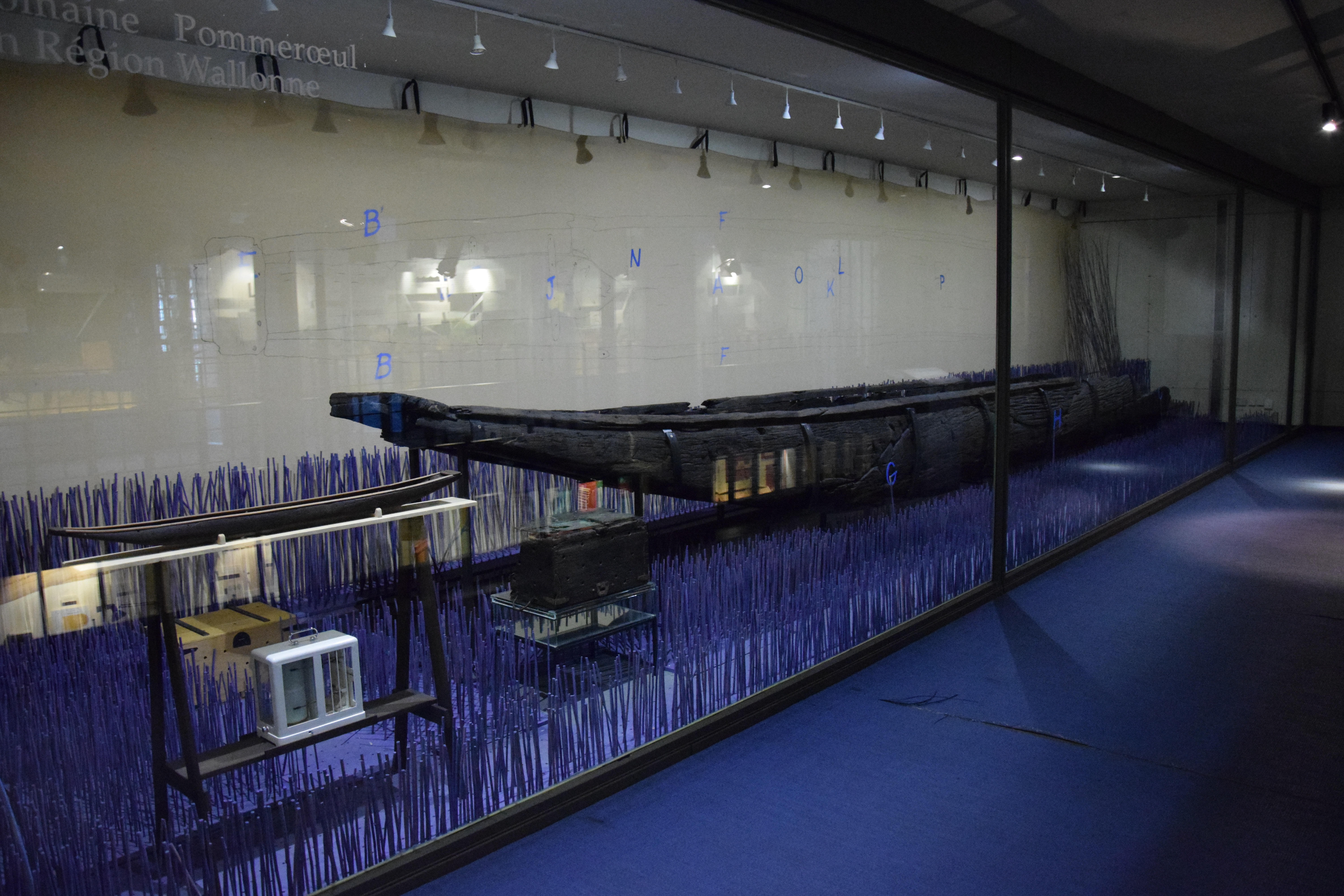
Gallo-Romeinse boomstamkano
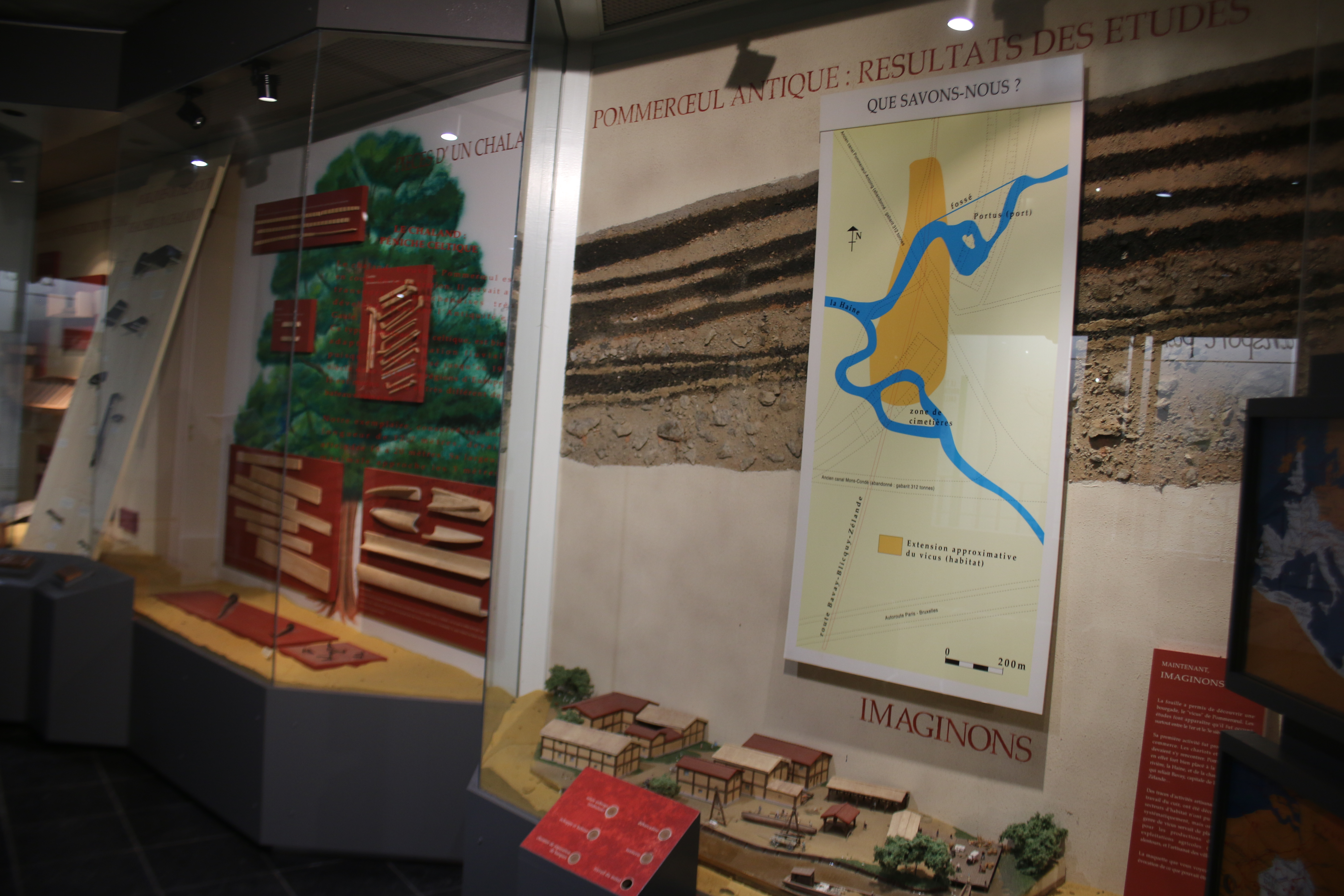
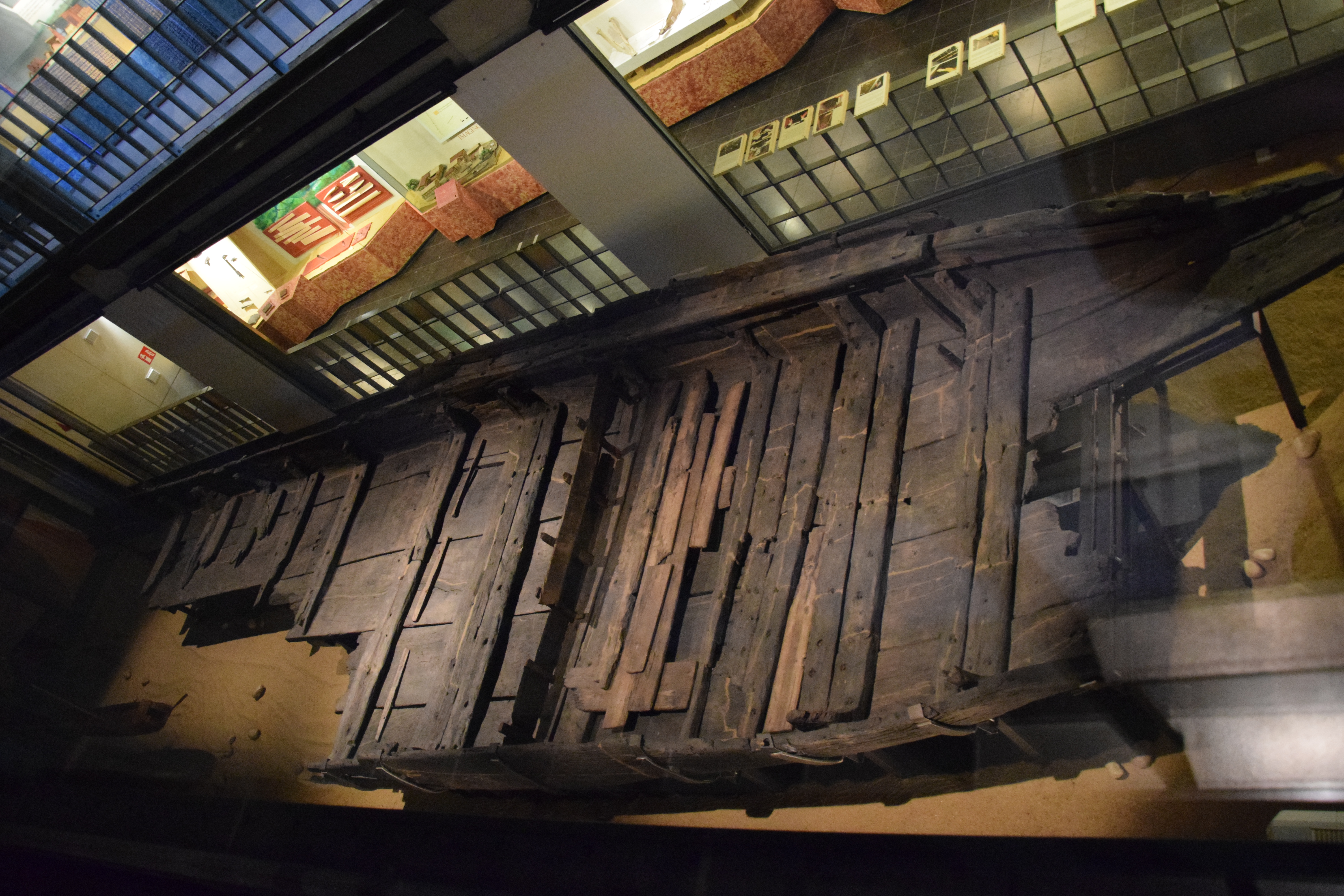
Gallo-Romeinse aak
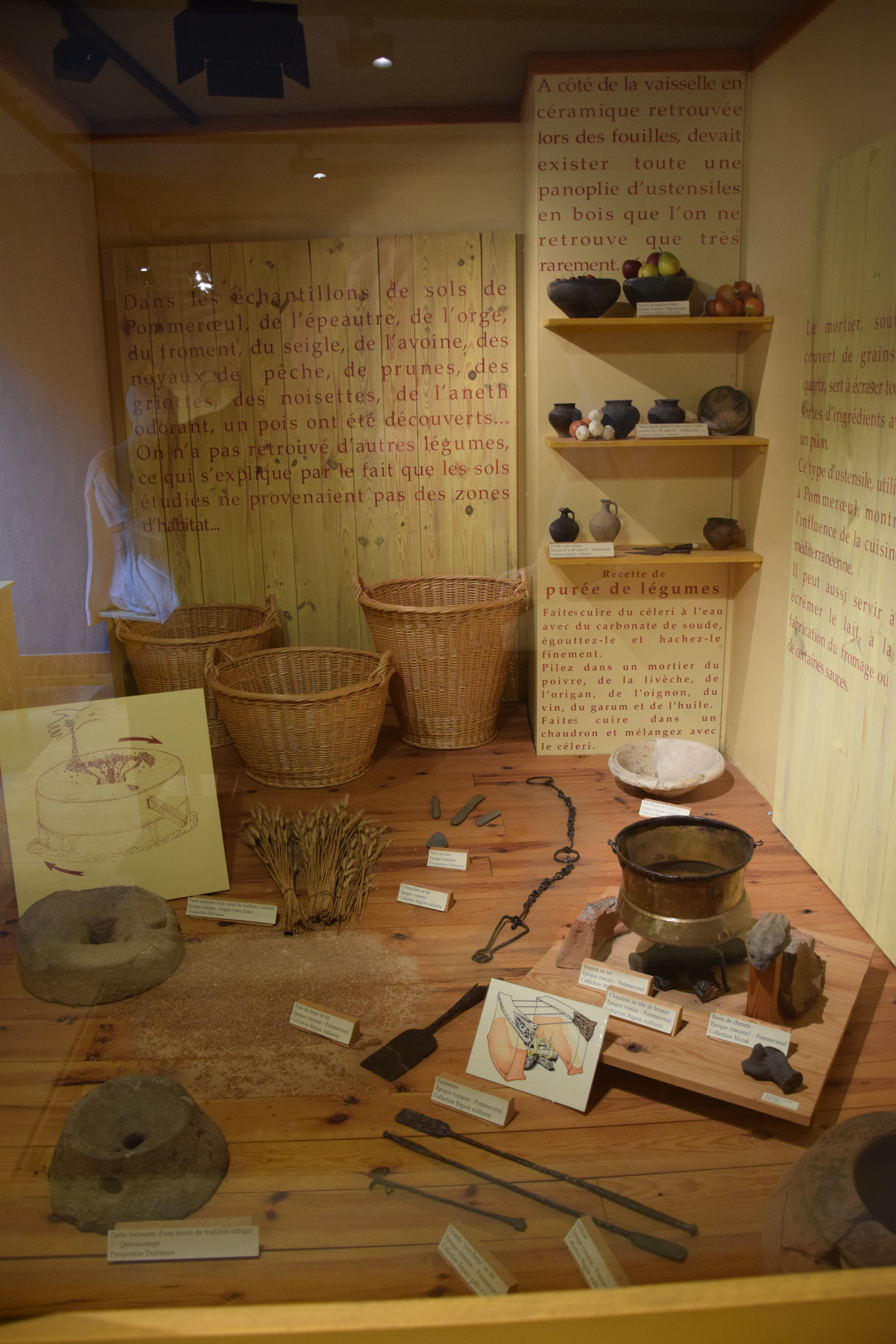